# Encalypta rauhii
Encalypta rauhii är en bladmossart som beskrevs av Buchloh 1961. Encalypta rauhii ingår i släktet klockmossor, och familjen Encalyptaceae. Inga underarter finns listade i Catalogue of Life.